# 聖マルコの遺骸の運搬
『聖マルコの遺骸の運搬』（せいマルコのいがいのうんぱん、伊: Trafugamento del corpo di San Marco）は、イタリアのルネサンス期ヴェネツィア派の巨匠、ティントレットによる絵画である。1562年から1566年の間にスクオーラ・グランデ・ディ・サン・マルコのカピトラーレの広間のために制作された、聖マルコに関する連作のうちの一点である。連作をなしていた他の作品は、『奴隷を解放する聖マルコ』、『難破船からサラセン人を救う聖マルコ』、『聖マルコの遺骸の発見』である。本作は、現在、ヴェネツィアのアカデミア美術館に所蔵されている。
絵画は、アレクサンドリアのキリスト教徒が嵐の起きている隙に、聖マルコの遺骸をヴェネツィアに送るために運び出すところを描いている。印象的で深い遠近法による背景の線描が際立っており、近景の人物の色彩は濃く、背景の人物は白く、ほぼ透明に描かれている。不思議な赤い空が不吉な雲に揺れ、落雷に裂かれ、重い、激しい雰囲気を現出させている。ティントレット自身が、ラクダの横にいる髭を生やした男として作品中に登場している。